# Dendroides bicolor
Dendroides bicolor is een keversoort uit de familie vuurkevers (Pyrochroidae). De wetenschappelijke naam van de soort is voor het eerst geldig gepubliceerd in 1838 door Newman.